# メイベル・キング
メイベル・キング（Mabel King,  1932年12月25日 - 1999年11月9日）は、アメリカ合衆国の女優である。

## 来歴
1932年サウスカロライナ州のチャールストンに生まれた。

### 舞台
30代半ばまで演技経験がなく、ゴスペル歌手などをしていたが、1966年に『ポーギーとベス』全米ツアー公演でマリア役を演じたことから本格的な女優活動を開始した。1967年、ブロードウェイのミュージカル・コメディの『ハロー・ドーリー!』でアーネスティーナ役を演じるなどでプロの女優としてキャリアを積んだ。1972年、ブロードウェイ・ミュージカル『Don't Play Us Cheap 』に出演し、1973年、この作品の映画版にも出演した。同年、ホラー映画『ガンジャ&ヘス』にマーシャ王妃役を演じた。1975年1月、『オズの魔法使い』をブロードウェイで全員アフリカ系アメリカ人出演者によりミュージカル化した『ザ・ウィズ』の西の悪い魔女イヴリン役を演じた。1978年、『ザ・ウィズ』の映画化『ウィズ』でも同様の役で出演している。同役での演技でドラマ・デスク・アワードミュージカル助演女優賞のノミネートも果たした。この作品での演技が評価され、その後すぐに映画『The Bingo Long Traveling All-Stars & Motor Kings 』出演が決まり、ビリー・ディー・ウィリアムズ、ジェームズ・アール・ジョーンズと共演し、『Scott Joplin 』ではウィリアムズ、クリフトン・デイヴィスと共演した。1980年6月、舞台に戻り、ブロードウェイ・ミュージカル『It's So Nice To Be Civilized 』で主演した。しかしこの作品は評価が低く、8公演後に打ち切りとなった。

### テレビおよび映画
1970年代に入るとテレビシリーズやシットコムなどにも出演し、世間的な知名度も得ていった。特に1976年から2年間出演したシットコム『What's Happening!!』のママ役でも知られた。女優業から引退する前にはビル・マーレイ主演の『3人のゴースト』にも出演している。

### 私生活
1989年に脳梗塞によりカリフォルニア州の病院へ入院。また長年糖尿病を患っていたために、両足と片腕の切断も余儀なくされたため、事実上女優業を引退。1999年、闘病の末、糖尿病の悪化により死去。66歳だった。

## 出演作品

### 映画
- Ganja & Hess (1973)
- Don't Play Us Cheap (1973)
- The Bingo Long Traveling All-Stars & Motor Kings (1976)
- スコット・ジョプリン Scott Joplin (1977)
- ウィズ The Wiz (1978)
- 天国から落ちた男 The Jerk (1979)
- The Gong Show Movie (1980)
- Getting Over (1981)
- 続・天国から落ちた男 The Jerk, Too (1984)
- 3人のゴースト Scrooged (1988)
- ブラック・バンパイア Black Vampire (1988)
- ゾンビはニュースキャスター Dead Men Don't Die (1990)

### テレビドラマ
- What's Happening!! (1976 - 1978)
- ファンタジー・アイランド Fantasy Island (1978, 1979, 1981)
- Barney Miller (1979)
- Palmerstown, U.S.A. (1981)
- Lottery! (1983)
- ザ・マスター The Master (1984)
- ジェファーソンズ The Jeffersons (1984)
- 世にも不思議なアメージング・ストーリー/ 『魔法の島のベビーシッター』 Amazing Stories (1986)
- The Colbys (1986)
- フロム・ザ・ダークサイド Tales from the Darkside (1986)
- Wiseguy (1988)

### 舞台
- ハロー・ドーリー!
- ウィズ (ブロードウェイ舞台版)
- Don't Play Us Cheap

## 参照
1. ↑  http://www.filmreference.com/film/46/Mabel-King.html
2. 1 2 3  “Mabel King Biography”. 2014年6月28日閲覧。